# Едмунд Коффін
Едмунд Коффін (англ. Edmund Coffin, 9 травня 1955) — американський вершник.
Олімпійський чемпіон 1976 (індивідуальне триборство), 1976 (командне триборство) років.
Переможець Панамериканських ігор 1975 (індивідуальне триборство), 1975 (командне триборство) років.
Бронзовий призер Чемпіонату світу з кінного триборства 1978 року в командному триборстві.